# Крупи (Люблінське воєводство)
Крупи (пол. Krupy) — село в Польщі, у гміні Міхів Любартівського повіту Люблінського воєводства.
Населення — 86 осіб (2011).

## Демографія
Демографічна структура станом на 31 березня 2011 року:
|          | Загалом | Допрацездатний вік | Працездатний вік | Постпрацездатний вік |
| -------- | ------- | ------------------ | ---------------- | -------------------- |
| Чоловіки | 43      | 7                  | 26               | 10                   |
| Жінки    | 43      | 7                  | 17               | 19                   |
| Разом    | 86      | 14                 | 43               | 29                   |